# Atletismo nos Jogos Pan-Americanos de 2011 - Arremesso de peso feminino
A competição do arremesso de peso feminino foi um dos eventos do atletismo nos Jogos Pan-Americanos de 2011, em Guadalajara. Foi disputada no Estádio Telmex de Atletismo no dia 27 de outubro.

## Calendário
Horário local (UTC-6).
| Data          | Horário | Fase  |
| ------------- | ------- | ----- |
| 27 de outubro | 15:50   | Final |

## Medalhistas
| Ouro   | CUB Misleydis González    |
| Prata  | TRI Cleopatra Borel-Brown |
| Bronze | USA Michelle Carter       |

## Recordes
Recordes mundial e pan-americano antes da disputa dos Jogos Pan-Americanos de 2011.
| Tipo                             | Atleta             | Marca   | Local   | Data                 |
| -------------------------------- | ------------------ | ------- | ------- | -------------------- |
|                                  | Natalya Lisovskaya | 22,63 m | Moscou  | 7 de junho de 1987   |
| Recorde dos Jogos Pan-Americanos | María Elena Sarría | 19,34 m | Caracas | 28 de agosto de 1983 |

## Resultados

### Final
| Pos.              | Atleta                | País                  | 1     | 2     | 3     | 4     | 5     | 6     | Resultado | Obs.            |
| ----------------- | --------------------- | --------------------- | ----- | ----- | ----- | ----- | ----- | ----- | --------- | --------------- |
| Medalha de ouro   | Misleydis González    | CUB Cuba              | 18.09 | 18.25 | 18.51 | 18.52 | 18.55 | 18.57 | 18.57     |                 |
| Medalha de prata  | Cleopatra Borel-Brown | TRI Trinidad e Tobago | 18.32 | 18.46 | 18.07 | 18.42 | 18.22 | X     | 18.46     | Recorde pessoal |
| Medalha de bronze | Michelle Carter       | USA Estados Unidos    | 17.22 | 18.09 | X     | 18.03 | 17.84 | 17.85 | 18.09     |                 |
| 4                 | Mailín Vargas         | CUB Cuba              | 17.98 | X     | 17.82 | 17.78 | X     | X     | 17.98     |                 |
| 5                 | Natalia Ducó          | CHI Chile             | X     | 16.77 | 17.56 | X     | 17.51 | 17.17 | 17.56     |                 |
| 6                 | Zara Northover        | JAM Jamaica           | 16.09 | 15.46 | 16.19 | 15.30 | 16.64 | 16.23 | 16.64     | Recorde pessoal |
| 7                 | Alyssa Hasslen        | USA Estados Unidos    | 16.50 | 16.32 | 16.52 | X     | 16.56 | X     | 16.56     |                 |
| 8                 | Anyela Rivas          | COL Colômbia          | 15.77 | 16.18 | 16.00 | X     | X     | 16.43 | 16.43     |                 |
| 9                 | Vanessa Henry         | DMA Dominica          | 14.04 | X     | 13,83 |       |       |       | 14.04     |                 |
| 99 !              | Keely Medeiros        | BRA Brasil            | X     | X     | X     |       |       |       | NM        |                 |

Legenda
| Recorde mundial                  | Recorde mundial (World record)               |                       | Recorde africano                      | Recorde africano (African) |                                           | Q | Classificado por posição (Qualified) |
| Recorde dos Jogos Pan-Americanos | Recorde pan-americano (Pan-American record)  | Recorde da América    | Recorde da América (Americas)         | q                          | Classificado por melhor tempo (Qualified) |   |                                      |
| Melhor marca do ano              | Melhor marca do ano (World leading)          | Recorde asiático      | Recorde asiático (Asian)              | DNS                        | Não largou (Did not start)                |   |                                      |
| Recorde nacional                 | Recorde nacional (National record)           | Recorde europeu       | Recorde europeu (European)            | DNF                        | Não terminou (Did not finish)             |   |                                      |
| Recorde pessoal                  | Recorde pessoal do atleta (Personal best)    | Recorde da Oceania    | Recorde da Oceania (Oceania)          | DSQ / DQ                   | Desclassificado (Disqualified)            |   |                                      |
| Recorde da temporada             | Recorde da temporada do atleta (Season best) | Recorde sul-americano | Recorde sul-americano (South America) | NM                         | Sem marca (No mark)                       |   |                                      |